# بنیاد دات‌نت
بنیاد دات‌نت (انگلیسی: .NET Foundation) سازمانی است که در ۳۱ مارس ۲۰۱۴ توسط مایکروسافت به منظور بهبود توسعه نرم‌افزار منبع‌باز و همکاری پیرامون چارچوب دات‌نت تأسیس شد. بنیاد دات‌نت در کنفرانس سالانه کنفرانس بیلد در سال ۲۰۱۴ که توسط مایکروسافت برگزار شده بود، راه اندازی شد. این بنیاد دارای مجوز است و پروژه‌هایی که به بنیاد می‌آیند در انتخاب هر مجوز منبع‌باز آزادند، همان‌طور که توسط پیشگامان متن‌باز (OSI) تعریف شده‌است. این بنیاد از گیت‌هاب برای میزبانی پروژه‌های منبع‌بازی که مدیریت می‌کند، استفاده می‌کند.
هرکسی که در پروژه‌های بنیاد دات‌نت مشارکت داشته باشد، می‌تواند برای عضویت در بنیاد دات‌نت درخواست دهد. اعضای بنیاد می‌توانند در انتخابات هیئت مدیره رأی دهند و سلامت سازمان را حفظ کنند.